# Metafannyella mawsoni
Metafannyella mawsoni is een zachte koraalsoort uit de familie Primnoidae. De koraalsoort komt uit het geslacht Metafannyella. Metafannyella mawsoni werd in 1998 voor het eerst wetenschappelijk beschreven door Bayer. 